# اندیس نمک (منصور اسماعیلی)
نمک؟ (منصور اسماعیلی) یک اندیس غیرفلزی است که در  استان فارس قرار دارد و مادهٔ معدنی موجود در آن، نمک است.سنگ میزبان این اندیس گنبد نمکی است و دیرینگی آن به دوران پالئوزوئیک می‌رسد. 